# Fritz Köhler (Widerstandskämpfer)
Fritz Köhler (* 21. Dezember 1895 in Suhl; † 17. Oktober 1944 in Ichtershausen) war ein deutscher kommunistischer Widerstandskämpfer gegen das Naziregime.

## Leben
Geboren wurde er in einer Suhler Arbeiterfamilie. Nach dem Besuch der Volksschule erlernte er das Schweißer-Handwerk. Im Jahre 1920 trat er in die Kommunistische Partei Deutschlands (KPD) ein. Ein prägendes Ereignis für ihn geschah, als er seinen Bruder Kurt am 15. März des gleichen Jahres den Ottilienfelsen erklimmen sah, der von dort mit seinem Simson-Maschinengewehr die in Suhl eingedrungenen Truppen des Putsch-Generals Kapp unter Feuer nahm. Auch in den folgenden Jahren mussten er und seine Genossen mit Zorn registrieren, wie die Hitler-Anhänger auf den Straßen des Thüringer Waldes marschierten, um ihre faschistische Ideologie unter die Massen zu bringen. Das stärkte ihren Willen, gegen die Nazipropaganda zu wirken. Im Jahre 1928 übertrug ihm seine Partei die Leitung des Suhler Unterbezirks. Zu dieser Zeit gehörte er zum geachteten und befeindeten Betriebsrat in der Waffenfabrik Haenel. Bereits im März 1933 wurde Köhler in das Zuchthaus Sonnenburg fernab der Oder verschleppt. Auch als er im September 1933 nach Suhl zurückkehrte und in einem Suhler Rüstungswerk Arbeit fand, wurde er umgehend von den braunen Firmenverantwortlichen drangsaliert und schließlich entlassen. Ungeachtet dessen setzte er seine antifaschistische Widerstandsarbeit fort, zusammen mit seinen Genossen Adolf Anschütz, Adolf Werner, Emil und Minna Recknagel, Richard und Fanny Becher, Richard Haumann, Paul Meyer, Oskar Kleinlein und anderen. Mit Hitler-Gegnern in Zella-Mehlis, Benshausen-Viernau, Schwarza, Albrechts, Goldlauter und Schmiedefeld wurden Kontakte hergestellt. Auch einflussreiche Sozialdemokraten gehörten zu den antifaschistischen Bündnispartnern. Von verschiedenen Widerstandsgruppen erhielt er Druckmaterial und Flugblätter, die er an Wanderer und Gäste der Freilichtbühne und der Siedlergaststätte „Schuppen“ verteilte. Die Kommunisten sorgten in den kriegswichtigen Fabriken für die Verbreitung der „Arbeite langsam-Bewegung“. Im Juni 1944 wurden dann 150 Antifaschisten aus Suhl und Umgebung verhaftet, zunächst in die Gendarmerieschule verbracht. Hier wurden sie mehrfach misshandelt und anschließend in das Landesgefängnis Ichtershausen eingeliefert, wo Fritz Köhler in einer Einzelzelle leben musste. Im gleichen Gefängnis befanden sich seine Brüder Kurt und Willi. Der Gestapobeamte Steuding folterte ihn bis zum Wahnsinn. Stählerne Handschellen schnitten ihm in die Handgelenke, seine Schmerzensschreie wurden auch von den anderen Gefangenen gehört. Am 17. Oktober war Köhler seinen körperlichen Verletzungen infolge der Misshandlungen erlegen.

## Erinnerung
- Zu DDR-Zeiten wurde die 4. Polytechnische Oberschule von Suhl nach ihm benannt. Nach 1990 verlor die Schule seinen Namen.

- Vor seinem Wohnhaus in Hoffnung 11 von Suhl wurde am 5. Mai 2008 ein Stolperstein zu seinem Gedenken gelegt.